# تپه فخر مکان
تپه فخر مکان مربوط به هزاره دوم و ۳ قبل از میلاد است و در شهرستان ممسنی، بخش رستم، دهستان رستم ۳، روستای فخر مکان واقع شده و این اثر در تاریخ ۲۳ بهمن ۱۳۸۵ با شمارهٔ ثبت ۱۷۲۵۰ به‌عنوان یکی از آثار ملی ایران به ثبت رسیده است.